# Federação de Motonáutica do Rio Grande do Sul
A Federação de Motonáutica do Estado do Rio Grande do Sul (FEMORGS) é uma federação desportiva que agrupa clubes praticantes da motonáutica no Rio Grande do Sul. Foi fundada em 30 de janeiro de 1980, no Clube de Regatas Vasco da Gama, cuja primeira diretoria foi presidida pelo Senhor Mauro Bittencourt.
Desmembrada da Federação de Vela e Motor do Estado do Rio Grande do Sul, a FEMORGS inaugurou sua primeira sede junto ao Estádio Náutico Alberto Bins em 17 de Dezembro de 1985.  Ocasião que reuniu diversas autoridades e convidados. Através de esforços conjuntos dos Clubes afiliados, FEMORGS e Prefeituras Municipais, anualmente é realizado o Campeonato Gaúcho de Motonáutica, que tem seu ápice na cidade de Entre Rios do Sul, ocasião que reúne aproximadamente 100 mil espectadores.  Dado ao sucesso deste evento, hoje Entre Rios do Sul é identificada como Cidade Motonáutica.
Atualmente a FEMORGS tem sua sede na cidade de Cruzeiro do Sul, junto ao Clube Náutico Delta. Seu atual presidente é André Diehl Lopes e Alexandre Stein como vice, Angelita Wolschick como secretária, realizando a cada ano um campeonato contendo 8 provas aproximadas, em cidades diferentes, em todo o Rio Grande Do Sul.

## Clubes náuticos afiliados
- Clube Náutico Delta - Cruzeiro do Sul/RS
- Clube de Regatas Vasco da Gama - Porto Alegre/RS
- Clube Náutico Jacuí - Salto do Jacuí/RS
- Sociedade Ginástica Navegantes São João - Porto Alegre/RS
- Clube de Regatas Humaitá - São Leopoldo/RS

## Categorias de competição do campeonato
- SB:	Barco com fundo do casco em forma de V; para um piloto; acelerador no pé; motor de popa original de fábrica, com até 25 CV.
- OB:	Barco com casco livre; para um piloto; acelerador livre; motor de popa, preparação livre, com até 350 CC.
- SEV:	Barco com casco livre; para um piloto; acelerador livre; motor de popa, preparação livre, com até 70CV.
- SD:	Barco com fundo do casco em forma de V; para um piloto; acelerador no pé; motor de popa original de fábrica, com até 1700 CC.
- SV 2.5:	Barco com fundo do casco em forma de V; para um piloto; acelerador no pé; motor de popa original de fábrica, de 2500 CC.
- R 2.5 (A):	Barco com casco três pontos; motorização na traseira; para um piloto; popa chata ou catamarã; motor 4 cilindros de, no máximo, 2,5 litros ou 2500 CC; preparação livre; hélice livre; posição do motor livre; Combustíveis gasolina, álcool e metanol.
- R 2.5 (B):	Barco com casco três pontos; motorização na dianteira; para um piloto; popa chata ou catamarã; motor 4 cilindros de, no máximo, 2,5 litros ou 2500 CC; preparação livre; hélice livre; posição do motor livre.
- R 5:	 Barco com casco três pontos; para um piloto; motor de automóvel de série nacional; de até 5000 CC e preparação livre; bomba de gasolina ou álcool livres; com cabos e velas livres.